# Пречистое (Гагаринский район)
Пречи́стое — село в Смоленской области России, в Гагаринском районе. Расположено в северо-восточной части области в 10 км к северу от Гагарина на автодороге Гагарин – Карманово, по обеим берегам реки Гжать.
Население — 902 жителя (2007 год). Административный центр Пречистенского сельского поселения.

## История
Известно как минимум с 1807 года, когда в селе была построена каменная церковь Успения.

## Экономика
Пречистенский хлебозавод.
Пречистенский спиртзавод .

## Достопримечательности
- Памятник архитектуры: каменная церковь Успения, 1807 г., построенная в стиле барокко.
- Памятник архитектуры: бывшая усадьба Муромцевых XIX века в составе: усадебный дом, службы, парк с прудами. Дом выполнен в стиле английской готики.

## Фотогалерея
- Церковь Успения до реконструкции
- Развалины усадьбы Муромцевых.
- Река Гжать в Пречистом.